# Arguis
Arguis è un comune spagnolo di 67 abitanti situato nella comunità autonoma dell'Aragona.

Fa parte della comarca della Hoya de Huesca.